# Ilija Spasojević
Ilija Spasojević (* 11. September 1987 in Bar, SFR Jugoslawien) ist ein montenegrinisch-indonesischer Fußballspieler.

## Karriere

### Verein
Spasojević stammt aus der Jugend des FK Vojvodina und spielte anschließend für die beiden heimischen Zweitligisten FK Sutjeska Nikšić und FK ČSK Čelarevo. Von 2007 bis 2009 war er für Dinamo Tiflis aus Georgien aktiv und gewann dort drei nationale Titel. Der FK Borac Čačak, FK Liepājas Metalurgs sowie Trikala FC waren die folgenden Vereine, ehe er dauerhaft nach Asien wechselte. Neben den indonesischen Erstligisten PSM Makassar, Putra Samarinda FC, Persib Bandung und Bhayangkara FC war er noch anderthalb Jahre für Melaka United in Malaysia aktiv. Seit 2018 steht er wieder in Indonesien beim Bali United FC unter Vertrag. Bisher gewann er dort zweimal die Meisterschaft und wurde 2022 auch Torschützenkönig mit 23 Treffern.

### Nationalmannschaft
Von 2007 bis 2008 bestritt Spasojević zwei EM-Qualifikationsspiele für die montenegrinische U-21-Auswahl. Kurz nach seiner Einbürgerung gab er am 25. November 2017 sein Debüt für die indonesische A-Nationalmannschaft in einem Testspiel gegen Guyana. Beim 2:1-Heimsieg im Patriot-Candrabaga-Stadion von Bekasi erzielte der Stürmer beide Treffer. Sein zweites Länderspiel folgte dann erst anderthalb Jahre später und auch beim 2:0-Sieg über Myanmar traf er wieder für die Auswahl. Im Dezember 2022 wurde Spasojević  in den Kader für die anstehende Südostasienmeisterschaft berufen und traf dort im Gruppenspiel gegen Brunei (7:0). 

## Erfolge
Dinamo Tiflis
- Georgischer Meister: 2008
- Georgischer Pokalsieger: 2009
- Georgischer Superpokalsieger: 2008

Melaka United
- Malaysischer Zweitligameister: 2016

Bhayangkara FC
- Indonesischer Meister: 2017

Bali United
- Indonesischer Meister: 2019, 2022

## Auszeichnungen
- Torschützenkönig der indonesischen Liga 1: 2022 (23 Tore)